# Wielokąt Petriego
Wielokąt Petriego dla foremnego wielotopu {\displaystyle n}-wymiarowego – wielokąt skośny, którego każde kolejne {\displaystyle (n-1)} boków (ale nie {\displaystyle n}) należy do pewnej komórki wielotopu. Wielokąt Petriego dla wielokąta foremnego to ten sam wielokąt foremny, natomiast wielokąt Petriego dla wielościanu foremnego to wielokąt skośny, którego każde kolejne 2 (ale nie 3) boki należą do pewnej ściany wielościanu.
Dla każdego foremnego wielotopu istnieje jego rzut prostokątny na płaszczyznę, w którym wielokąt Petriego przechodzi na wielokąt foremny, a cała reszta jest zrzutowana do jego wnętrza. Wspominana płaszczyzna jest płaszczyzną Coxetera, będącą jedną z płaszczyzn symetrii wielotopu. Natomiast liczba ścian wielokąta (zwyczajowo oznaczana przez {\displaystyle h}) jest liczbą Coxetera z grupy Coxetera. Te wielokąty i ich rzuty są przydatne w wizualizacji struktur symetrii wielotopów z wyższych wymiarów.

## Wielokąty Petriego dla wielościanów foremnych
Dla wielokąta Petriego wielościanu foremnego o symbolu Schläfliego {\displaystyle \{p,q\}} mającego {\displaystyle h} ścian zachodzi wzór:
{\displaystyle \cos ^{2}\left({\frac {\pi }{h}}\right)=\cos ^{2}\left({\frac {\pi }{p}}\right)+\cos ^{2}\left({\frac {\pi }{q}}\right).}

### Szkic dowodu
Niech wielościan {\displaystyle \{q,p\}} powstaje przez odwzajemnienie (ang. reciprocation) {\displaystyle \{p,q\}} względem jego sfery półwpisanej. Część wspólna wielościanów {\displaystyle \{p,q\}} i {\displaystyle \{q,p\}} razem z wnętrzem tworzy quasiforemny wielościan {\displaystyle {\begin{Bmatrix}p\\q\end{Bmatrix}},} którego wierzchołkami są środki krawędzi zarówno {\displaystyle \{p,q\},} jak i {\displaystyle \{q,p\}.} Jego ściany są linkami (ang. vertex figures) wyjściowych wielościanów, czyli {\displaystyle p}-kątami foremnymi i {\displaystyle q}-kątami foremnymi. Z każdego wierzchołka wychodzą 4 krawędzie, dwie będące kolejnymi bokami {\displaystyle p}-kąta i dwie {\displaystyle q}-kąta. Zatem vertex figure {\displaystyle {\begin{Bmatrix}p\\q\end{Bmatrix}}} jest prostokątem. Przeciwległe wierzchołki tego prostokąta są środkami boków dwóch kolejnych boków {\displaystyle h}-kąta. Boki tego prostokąta mają długości {\displaystyle L\cdot \cos \left({\frac {\pi }{p}}\right)} oraz {\displaystyle L\cdot \cos \left({\frac {\pi }{q}}\right),} gdzie {\displaystyle L} jest długością krawędzi wielościanów {\displaystyle \{p,q\}} i {\displaystyle \{q,p\}.} Przekątną prostokąta jest linkiem {\displaystyle h}-kąta, czyli odcinkiem o długości {\displaystyle L\cdot \cos \left({\frac {\pi }{h}}\right).} Z twierdzenia Pitagorasa otrzymujemy
{\displaystyle L^{2}\cos ^{2}\left({\frac {\pi }{h}}\right)=L^{2}\cos ^{2}\left({\frac {\pi }{p}}\right)+L^{2}\cos ^{2}\left({\frac {\pi }{q}}\right).}
Inne wzory na ilość boków wielokąta Petriego wielościanu {\displaystyle \{p,q\}}
{\displaystyle h={\sqrt {\frac {2(p+q)+7pq}{2(p+q)-pq}}}-1,}
{\displaystyle h={\sqrt {4N+1}}-1,}
gdzie {\displaystyle N} – liczba krawędzi wielościanu.
Wielokąty Petriego dwóch wielościanów dualnych są takie same. Wielokąty Petriego wielościanów foremnych: czworościanu to kwadrat, sześcianu i ośmiościanu to sześciokąt foremny, a dwunastościanu i dwudziestościanu to dziesięciokąt foremny.